# Strömstad
Strömstad è una città della Svezia, capoluogo del comune omonimo, nella contea di Västra Götaland. Ha una popolazione di 6.110 abitanti.